# ماري ملكة إسكتلندا (فلم)
ماري، ملكة اسكتلندا هو فيلم من نوع دراما أُصدر في 2013. الفيلم من توزيع باثى، وهو من إخراج توماس امباتش، أما السيناريو فكان من كتابة توماس امباتش وشتيفان تسفايغ وAndrea Štaka ‏ وادوارد هابسبورغ.

## القصة
تقع أحداث الفيلم في اسكتلندا.

## طاقم التمثيل
- كلايف روسل [الإنجليزية]‏
- برونو تودستشيني
- Milan Peschel [الإنجليزية]‏
- سيجي تيربورتن  [لغات أخرى]‏
- غايا فايس
- انيورين بارنارد
- مهدي دهبي
- ادوارد هوغ [الإنجليزية]‏
- شون بيجيرستاف
- آن دوني
- Ian Hanmore [الإنجليزية]‏
- توني كوران
- رايان فليتشر
- روكسان دوران

## الإنتاج
موسيقى الفيلم التصويرية كانت من تأليف صوفيا جوبايدولينا ‏.

## وصلات خارجية
- مقالات تستعمل روابط فنية بلا صلة مع ويكي بيانات